# Troglohyphantes pretneri
Troglohyphantes pretneri är en spindelart som beskrevs av Christa L. Deeleman-Reinhold 1978. Troglohyphantes pretneri ingår i släktet Troglohyphantes och familjen täckvävarspindlar.
Artens utbredningsområde är Montenegro. Inga underarter finns listade i Catalogue of Life.